# Título de Totonicapán
El Título de Totonicapán, también conocido como Título de los Señores de Totonicapán es el nombre dado a un documento escrito en idioma k'iche' en Guatemala hacia el año 1554. El Título de Totonicapán es uno de los dos documentos más importantes en idioma k'iche' del período virreinal, junto con el Popol Vuh. El documento incluye la historia y la leyenda del pueblo k'iche' desde sus orígenes míticos hasta el reinado de su rey más poderoso, K'iq'ab.

## Historia del documento
En 1834 los habitantes k'iche' de Totonicapán pidieron al gobernador departamental de persuadir a Dionisio José Chonay, el cura de Sacapulas, de traducir el documento al español. La traducción en español se archivó en Totonicapán donde fue encontrado por el historiador francés Charles Étienne Brasseur de Bourbourg en 1860. Brasseur de Bourbourg hizo una copia del documento y se lo llevó a Francia, donde, tras su muerte, pasó a Alphonse Pinart. Esta copia pasó de Pinart a Hyacinthe de Charencey quien produjo una traducción al francés; publicó el texto francés y español bajo el título  Título de los Señores de Totonicapán: Titre généalogique des seigneurs de Totonicapan. Se ignoró el paradero del documento original en k'iche' durante muchos años, hasta que fue mostrado al antropólogo estadounidense Robert Carmack por el alcalde k'iche' de Totonicapán en 1973.

## Contenido
Al igual que el Popol Vuh, el Título de Totonicapán describe cómo los ancestros de los k'iche' viajaron desde un lugar mítico denominado Siete Cuevas, Siete Barrancos a otro lugar llamado Tulán Suywa con el fin de recibir sus dioses. De Tulán Suywa los ancestros viajaron al oeste por mar hacia el altiplano de Guatemala. La siguiente generación de señores k'iche' regresó al este con el fin de recibir el permiso de gobernar de parte de Nacxit, un rey divino vinculado a la deidad de la Serpiente Emplumada. El Título de Totonicapán también describe cómo los k'iche' establecieron una frontera defensiva contra la Triple Alianza azteca cuya expansión condujo a la inclusión de Soconusco en el imperio azteca.
En el Popol Vuh, los ancestros de los k'iche' se crearon en Paxil Cayala (lugar de la salida del sol) y se trasladaron a Tulán Suywa, Siete Cuevas, Siete Barrancos. Sin embargo, más adelante en el texto del Popol Vuh los dos lugares se fusionan. En el Título de Totonicapán, se utiliza esta última versión en la cual Paxil Cayala y Tulán Suywa son fusionados en el mítico lugar de origen. Este lugar se describe como el paraíso terrestre y  es denominado Wuqub' Pek Wuqub' Siwan, Siwan Tulan (Siete Cuevas, Siete Barrancos, Palacio Barranco). El Título de Totonicapán relata que los primeros ancestros de las «siete naciones» eran poderosos nawales (hechiceros) que viajaron por el agua desde Tulán Siwan. La mención del paraíso y del «verdadero Sinaí», y la ubicación de Tulán, en el este, al otro lado del mar, parecen mostrar la influencia de las creencias cristianas en el texto. Tulán se identifica en el texto como un lugar de oscuridad.
Según el Título de Totonicapán (como también el Popol Vuh), cuando los primeros ancestros llegaron «por el mar», no comían sino se sostenían con la inhalación del olor de las puntas de sus bastones. Nacxit fue uno de los títulos utilizados para Ce Ácatl Topiltzin Quetzalcóatl, un señor mítico. En el Título de Totonicapán, dos hijos de Balam Quitze fueron enviados a Nacxit para pedir la paz; Co Caib fue al lugar de la salida del sol y C'o Cavib al lugar de la puesta del sol; el documento equivale específicamente este último con México. El hecho de que C'o Cavib se fue al oeste a México según el texto, se ha interpretado como un intento de parte de los k'iche' de conectarse con los poderosos (políticamente y culturalmente) señores aztecas de Tenochtitlan. Nacxit les dio el Pisom Q'aq'al, el haz de la gloria,  equiparado con el fuego y el sol.